# Ерикапеј
Ерикапеј или Ерикепај (грч. Ἠρικαπαῖος, Ἠρικεπαῖος) је у грчкој митологији био божанство.

## Етимологија
Ерикапеј има значење „онај који се храни вресом“.

## Митологија
Ерикапеј је било друго име за Фанеса. Заправо, према орфицима, тако га је назвала његова кћерка или мајка Никс.